# New Holstein (thị trấn), Wisconsin
New Holstein là một thị trấn thuộc quận Calumet, tiểu bang Wisconsin, Hoa Kỳ. Năm 2010, dân số của thị trấn này là 1.480 người.